# Municipio de Plymouth (Míchigan)
El municipio de Plymouth (en inglés: Plymouth Township) es un municipio ubicado en el condado de Wayne en el estado estadounidense de Míchigan. En el año 2010 tenía una población de 27524 habitantes y una densidad poblacional de 663,16 personas por km².

## Geografía
El municipio de Plymouth se encuentra ubicado en las coordenadas 42°22′27″N 83°29′44″O / 42.37417, -83.49556. Según la Oficina del Censo de los Estados Unidos, el municipio tiene una superficie total de 41.5 km², de la cual 41.26 km² corresponden a tierra firme y (0.59%) 0.25 km² es agua.

## Demografía
Según el censo de 2010, había 27524 personas residiendo en el municipio de Plymouth. La densidad de población era de 663,16 hab./km². De los 27524 habitantes, el municipio de Plymouth estaba compuesto por el 92.12% blancos, el 2.16% eran afroamericanos, el 0.27% eran amerindios, el 3.5% eran asiáticos, el 0.01% eran isleños del Pacífico, el 0.48% eran de otras razas y el 1.46% pertenecían a dos o más razas. Del total de la población el 2.39% eran hispanos o latinos de cualquier raza.